# Кузьмино (Собинский район)
Кузьмино — деревня в Собинском районе Владимирской области России, входит в состав Воршинского сельского поселения.

## География
Деревня расположена на берегу реки Ворша в 2 км на юг от центра поселения села Ворша и в 11 км на северо-восток от райцентра города Собинка.

## История
В конце XIX — начале XX века деревня входила в состав Воршинской волости Владимирского уезда, с 1926 года — в Собинской волости. В 1859 году в деревне числилось 92 двора, в 1905 году — 102 двора, в 1926 году — 116 хозяйств и с/х кооператив.
С 1929 года село входило в состав Воршинского сельсовета Собинского района.
Южнее деревни Кузьмино, до начала Великой Отечественной войны, был построен Аэродром «Ундол», получивший название по ближайшей железнодорожной станции. Размер лётного поля составлял 1000 метров на 900 метров с подходами 1200 метров на 1000 метров. ВПП аэродрома была с дерновым покрытием. В годы войны обслуживанием аэродрома занимался 558 БАО 84 РАБ. С начала основания на аэродроме работала Егорьевская военная авиационная школа пилотов на самолётах И-15 и У-2. С осени 1941 года на аэродроме базируются 121 иап, 421 дбап, 570 шап, 763 шап, 433 рап, 813 иап, 937 иап, 56 оаз, 765 нбап  и многие другие авиационные части. В 1942 году аэродром стал использоваться в интересах 2 оутап. С июня 1943 года полк был переформирован в ВОШВБ с базированием на аэродромах «Люберцы» и «Ундол», что было обусловлено переходом на параллельное обучение личного состава на два основных типа советских истребителей — Як-7 (Як-9) и Ла-5. Помимо базирования авиационных частей, аэродром использовался как промежуточная площадка при перелётах боевой авиации с заводов или мест формирования к фронту.

## Население
| 1859 | 1905 | 1926 | 2002 | 2010 | 2021 |
| ---- | ---- | ---- | ---- | ---- | ---- |
| 580  | ↘448 | ↗521 | ↘111 | ↘83  | ↘58  |